# Campionatul Mondial de Scrimă din 1975
Campionatul Mondial de Scrimă din 1975 s-a desfășurat la Budapesta în Ungaria.

## Rezultate

### Masculin
| Probă                 | Aur                                                                                   | Argint                                                                               | Bronz                                                                 |
| Spadă la individual   | Alexander Pusch (FRG)                                                                 | Boris Lukomski (URS)                                                                 | István Osztrics (HUN)                                                 |
| Spadă pe echipe       | Suedia Rolf Edling Hans Jacobson Carl von Essen Göran Flodström                       | RFG Elmar Beierstettel Hans-Jürgen Hehn Reinhold Behr Alexander Pusch                | HUN · Csaba Fenyvesi · István Osztrics · Győző Kulcsár · Sándor Erdős |
| Floretă la individual | Christian Noël (FRA)                                                                  | Bernard Talvard (FRA)                                                                | Vladimir Denisov (URS)                                                |
| Floretă pe echipe     | Franța Christian Noël Daniel Revenu Bernard Talvard Frédéric Pietruszka               | Uniunea Sovietică Vladimir Denisov Sabirjan Ruziev Serghei Isakov Aleksandr Romankov | Italia Stefano Simoncelli Nicola Granieri Giovanni Battista Coletti   |
| Sabie la individual   | Vladimir Nazlîmov (URS)                                                               | Jacek Bierkowski (POL)                                                               | Péter Marót (HUN)                                                     |
| Sabie pe echipe       | Uniunea Sovietică Viktor Krovopuskov Vladimir Nazlîmov Viktor Sideak Eduard Vinokurov | Ungaria · Imre Gedővári · Pál Gerevich · Péter Marót · Tamás Kovács                  | România · Dan Irimiciuc · Cornel Marin · Ioan Pop · Mihai Frunză      |

### Feminin
| Probă                 | Aur                                                                                       | Argint                                                                                             | Bronz                                                                                 |
| Floretă la individual | Ecaterina Stahl (ROU)                                                                     | Olga Kniazeva (URS)                                                                                | Ildikó Farkasinszky-Bóbis (HUN)                                                       |
| Floretă pe echipe     | Uniunea Sovietică Olga Kniazeva Valentina Sidorova Nailea Gileazova Elena Novikova-Belova | Ungaria · Ildikó Farkasinszky-Bóbis · Ildikó Schwarczenberger-Tordasi · Magda Maros · Ildikó Rejtő | România · Ecaterina Stahl-Iencic · Suzana Ardeleanu · Magdalena Bartoș · Elena Pricop |

## Clasament pe medalii
| Loc | Țară              | Aur | Argint | Bronz | Total |
| --- | ----------------- | --- | ------ | ----- | ----- |
| 1   | Uniunea Sovietică | 3   | 3      | 1     | 7     |
| 2   | Franța            | 2   | 1      | 0     | 3     |
| 3   | RFG               | 1   | 1      | 0     | 2     |
| 4   | Romania           | 1   | 0      | 2     | 3     |
| 5   | Suedia            | 1   | 0      | 0     | 1     |
| 6   | Ungaria           | 0   | 2      | 4     | 6     |
| 7   | Polonia           | 0   | 1      | 0     | 1     |
| 8   | Italia            | 0   | 0      | 1     | 1     |